# Rivière Wapusukatinastikw
La rivière Wapusukatinastikw est un tributaire du réservoir La Grande 3. Ce réservoir se déverse dans la Grande Rivière, laquelle s'écoule sur la rive Est de la baie James. La rivière Wapusukatinastikw coule vers l'ouest dans la municipalité de Eeyou Istchee Baie-James, dans la région administrative du Nord-du-Québec, au Québec, au Canada.

## Géographie
Les bassins versants voisins de la rivière Wapusukatinastikw sont :
- côté nord : réservoir La Grande 3 ;
- côté est : lac Tilly, réservoir La Grande 4 ;
- côté sud : réservoir La Grande 3 ;
- côté ouest : réservoir La Grande 3.

La rivière Wapusukatinastikw prend au lac Tilly (longueur : 17,8 km ; largeur : 7,25 km ; altitude : 347 m). Il est situé à 5,5 km à l'ouest du Réservoir La Grande 4. Le cours de la rivière Wapusukatinastikw s'oriente vers l'ouest en traversant de petits lacs généralement formés par un évasement de la rivière. Sur son cours, la rivière recueille les eaux de la décharge du lac Fontay (venant du sud). La rivière se déverse dans la baie Asakapiskach, sur la rive est du réservoir La Grande 3. L'île Mamikuwikuyasi est située en face de l'entrée de cette baie.

## Toponymie
D'origine cri, le toponyme Wapusukatinastikw signifie la montagne du lièvre.
Le toponyme rivière Wapusukatinastikw a été officialisé le 18 décembre 1986 à la Banque des noms de lieux de la Commission de toponymie du Québec.